# Волго-Каспийский
Во́лго-Каспи́йский — посёлок городского типа в Камызякском районе Астраханской области России. Образует муниципальное образование Посёлок Волго-Каспийский  со статусом городского поселения как единственный населённый пункт в его составе.

## География
Расположен в южной части области в 15 км южнее Астрахани,на берегу рек Старая Волга и Бахтемир. Расстояние до райцентра города Камызяк — 27 км.

## История
Статус посёлка городского типа с 1966 года. В 30-е годы здесь были организованы судоремонтные мастерские. Поселок состоял из нескольких частных домиков и носил название Николо-Комаровка, по названию близ лежащих сел Никольское и Комаровка. В 1965 году завод получил современное название «Волго-Каспийский СРЗ». На заводе одновременно работало до 800 человек (всё трудоспособное население поселка).
6 августа 2004 года в соответствии с Законом Астраханской области № 43/2004-ОЗ образовано муниципальное образование «Посёлок Волго-Каспийский» и наделено статусом городского поселения.

## Население
| 1970  | 1979  | 1989  | 2002  | 2009  | 2010  |
| ----- | ----- | ----- | ----- | ----- | ----- |
| 2897  | ↗2961 | ↗3088 | ↘2674 | ↗2706 | ↘2581 |
| 2012  | 2013  | 2014  | 2015  | 2016  | 2017  |
| ↘2532 | ↗2550 | ↘2522 | ↗2543 | ↘2498 | ↘2430 |
| 2018  | 2019  | 2020  | 2021  |       |       |
| ↘2349 | ↘2250 | ↘2242 | ↗2757 |       |       |

Национальный состав
На 1 января 2010 года::
- русские — 2481 человек;
- татары — 118 человек;
- казахи — 54 человека;
- армяне — 14 человек;
- прочие — 33 человека.

## Экономика
Судоремонтный завод.

## Русская православная церковь
- Храм святителя Николая Чудотворца[20]